# 毛珍
毛珍（1421年—？），字廷貴，湖廣岳州府華容縣人，軍籍。明朝政治人物。進士出身。

## 生平
湖廣鄉試第十八名。正統十年（1445年）乙丑科會試第二十一名，殿試登進士第三甲第二十七名。

## 家族
曾祖毛楚杰。祖父毛仲銘，贈工部郎中。父亲毛永震，曾任前工部郎中。